# Aragonès bergotès
L'Aragonès Bergotès o simplement bergotès és la varietat dialectal de l'aragonès, dins del bloc central, parlada a la vall de Broto, al Sobrarb (Osca), això és, a les localitats de Torla, Broto, Oto, Saruisé, Aierbe de Broto, Asín, Yosa, Linás de Broto, Linars de Broto i Fragén. D'aquestes localitats, Broto figura al ALEANR amb les sigles Hu 106, per la qual cosa es coneix relativament ben el lèxic d'interès etnogràfic.
En realitat l'aragonès a la vall de Broto presenta les mateixes característiques bàsiques que a la vall de Vio i és la mateixa parla comarcal. La denominació de bergotès no és tradicional, i la seva distinció és producte de publicacions filològiques que descrivien les característiques de l'aragonès de llocs molt concrets i després designaven la parla d'aquests llocs amb denominacions derivades de gentilicis.

## Fonètica
Conserva, com l'aragonès de la vall de Vio, les diftongacions -ia- i -ua- de les Ĕ i Ŏ curtes llatines en femení acabades en a (buana, cuasta). Aquest tipus de diftongacions han estat considerades tradicionalment com a arcaismes que en l'aragonès preliterari es produïen des de la Jacetània fins a la Ribagorça, encara que pot haver-hi altres explicacions.
- COSTA > cuasta (cuesta en aragonès general).
- BONU > buano (bueno)
- TEMPU > tiampo (tiempo),
- QUAESITU > quiasto (quiesto)
- PONTE > puande (puent).

Hi ha restes de l'evolució de la -LL- cap a sons cacuminals tipus -ts, -t-, -ch-, -s- (anàlegs a la che vaqueira de l'asturià), però que no és -ch- com en tensí, sinó -t-. Això ho trobem molt sovint en la toponímia: Cotata (de collata), Vate (de val), Andecastieto (de DAVANT i CASTELLUM). A la parla viva es documentava almenys en la segona meitat del segle XX en paraules com:
- Cingleto:[3] cingliello.
- Vetieto: vetiello, i com pot esdevenir el diftong -ie- general en aragonès i no en diftong -ia-.
- Mandiata: mantiella.
- Vertubieto,[4] derivat del llatí VERTIBELLUM, es vertubillo actualment en altres variants d'aragonès.

## Morfologia
Els articles són o, us, a, as com en aragonès general, però amb la diferència que us conviu amb és, i que en posició intervocàlica tenim ro, ros, ra, ras, (evolució de la -LL- llatina cap a -r- coincidint amb el gascó: ILLA > ra en bergotés, era en gascó).
- Baixa ta ro patio (ortogràficament baixa ta lo patio).